# DSA-133
La DSA-133 es una carretera perteneciente a la Red Secundaria de la Diputación Provincial de Salamanca que une la  N-630  con la localidad de La Maya.

## Origen y Destino
La carretera  DSA-133  tiene su origen en La Maya en la intersección con la carretera  N-630 , y termina en el casco urbano de La Maya, formando parte de la Red de carreteras de Salamanca.